# Hessel van der Wal
Hessel van der Wal (Wommels, 1938 - Bakkeveen, 3 februari 2012) was een Nederlands cabaretier, liedjesschrijver en chansonnier, vooral bekend om zijn project 'Jacques', een Franstalige hommage aan Jacques Brel.

## Biografie
Hij studeerde tandheelkunde in de stad Groningen en was freelance medewerker bij de RONO. Hij maakte solo en met anderen Nederlands- en Friestalige cabaretprogramma's. Als liedjesschrijver leverde hij materiaal voor Martin van Dijk, Fons Jansen, Bart Stultiëns, Harry Slinger en Roel Slofstra. In 1965 startte hij de cabaretgroep Muzemauw.
Hij overleed op 3 februari 2012 aan de gevolgen van longkanker.

## Discografie
- Tussen hangen en wurgen (1982)
- Flotsam
- De Beste fan Omrop Fryslân (1992)
- De Beste fan Omrop Fryslân, diel 3 (1998)
- Sa (2000)
- Onbedekt (2002)